# Індометацин

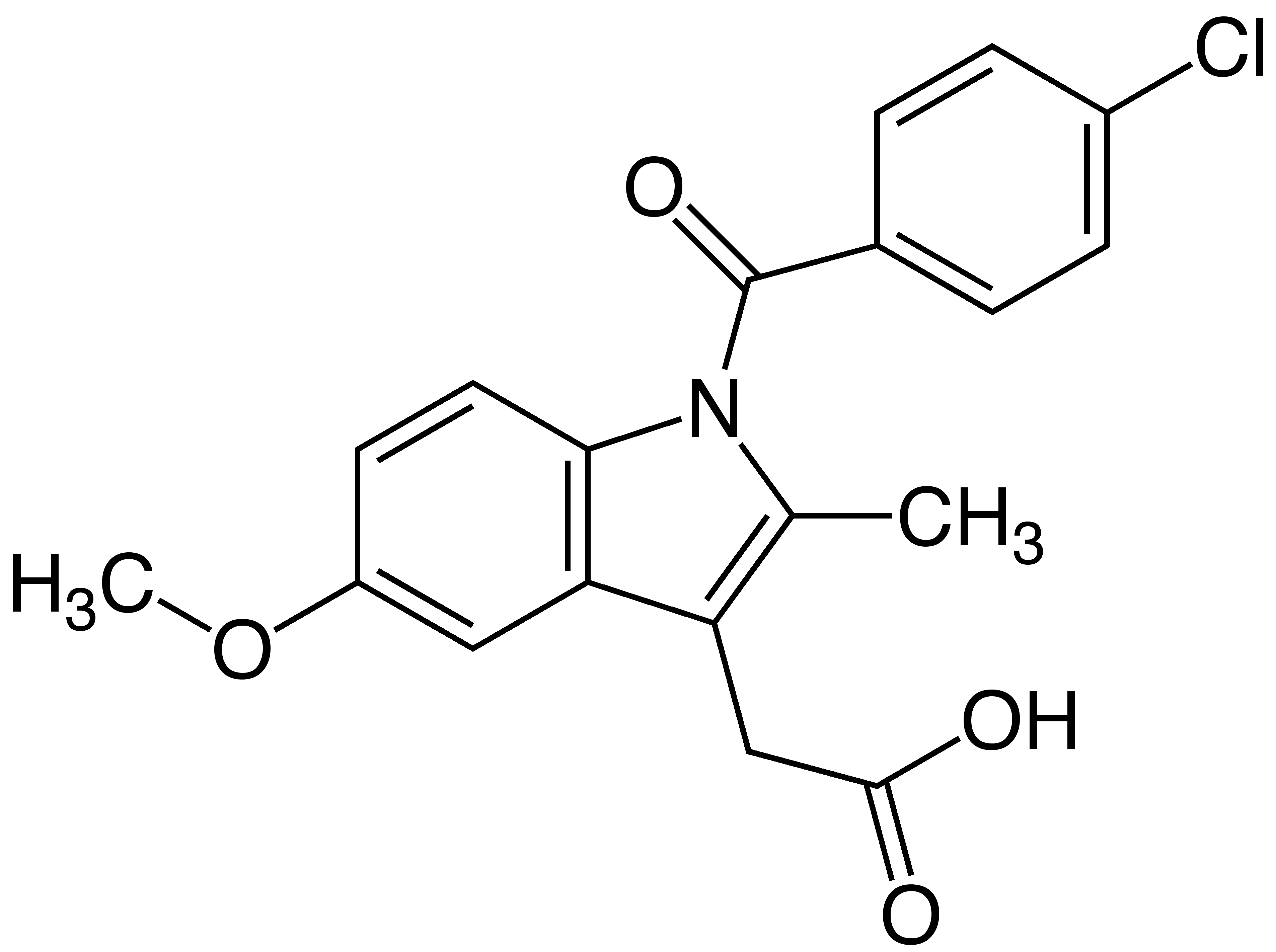
Індометацин

Індометацин — лікарський препарат, застосовують при ревматичному та інфекційному неспецифічному поліартриті, подагричному артриті та ін.
Міжнародна та хімічна назви: Indomethacinum; 1-(пара-хлорбензоїл)-5-метокси-2-метиліндол-3-оцтовакислота.

## Показання
Для системного використання: суглобовий синдром (ревматоїдний артрит, остеоартрит, анкілозивний спондиліт, подагра), біль у хребті, невралгії, міалгії, травматичні запалення м’яких тканин і суглобів, ревматизм, дифузні хвороби сполучної тканини, дисменорея. Як допоміжний засіб при інфекційно-запальних хворобах ЛОР-органів, аднекситі, простатиті, циститі.